# UTC+07:20
UTC+07:20 era una zona horària d'UTC amb 7 hores i 20 minuts d'avançament respecte de l'UTC.
Es va utilitzar com horari d'estiu a Singapur entre 1933 i 1940.